# マリア・V・スナイダー
マリア・V・スナイダー（Maria V. Snyder、生年不詳）は、アメリカ合衆国のファンタジー作家。代表作は処女作『毒見師イレーナ』に始まる三部作で、同作はコンプトン・クルック賞新人賞を受賞した。
イレーナ・シリーズ終了後は同シリーズに登場したオパール・コーワンを登場させた新シリーズGlass 三部作を発表。更にSoulfinder シリーズを発表した。私生活では、旅行・写真・ジュエリー作り、バレーボールなどを趣味に挙げている。

## 作品リスト

### イクシア・クロニクル

#### イレーナ三部作
| # | 邦題             | 原題         | 刊行年 | 刊行年月  | 訳者       | 出版社                                       |
| - | ---------------- | ------------ | ------ | --------- | ---------- | -------------------------------------------- |
| 1 | 毒見師イレーナ   | Poison Study | 2005年 | 2015年7月 | 渡辺由佳里 | ハーパーコリンズ・ジャパン 〈ハーパーBOOKS〉 |
| 2 | イレーナの帰還   | Magic Study  | 2006年 | 2016年3月 | 宮崎真紀   | ハーパーコリンズ・ジャパン 〈ハーパーBOOKS〉 |
| 3 | 最果てのイレーナ | Fire Study   | 2008年 | 2016年7月 | 宮崎真紀   | ハーパーコリンズ・ジャパン 〈ハーパーBOOKS〉 |

短編
- Assassin Study (2009) (Online) - イレーナ・シリーズ1.5
- Power Study (2008) (Online) - イレーナ・シリーズ3.5
- Ice Study (2010) (Online) - イレーナ・シリーズ3.6

#### Glass シリーズ
- Storm Glass (2009)
- Sea Glass (2009)
- Spy Glass (2010)

#### イレーナ・霊魂の探しびと篇
| # | 邦題                 | 原題         | 刊行年 | 刊行年月   | 訳者     | 出版社                                       |
| - | -------------------- | ------------ | ------ | ---------- | -------- | -------------------------------------------- |
| 1 | イレーナ、失われた力 | Shadow Study | 2015年 | 2018年1月  | 宮崎真紀 | ハーパーコリンズ・ジャパン 〈ハーパーBOOKS〉 |
| 2 | イレーナ、闇の先へ   | Night Study  | 2016年 | 2018年6月  | 宮崎真紀 | ハーパーコリンズ・ジャパン 〈ハーパーBOOKS〉 |
| 3 | イレーナ、永遠の地   | Dawn Study   | 2017年 | 2019年10月 | 宮崎真紀 | ハーパーコリンズ・ジャパン 〈ハーパーBOOKS〉 |

### Insider シリーズ
- Inside Out (2010)[3]
- Outside In (2011)

### Healer シリーズ
- Touch of Power (2011)[4]
- Scent of Magic (2012)[5]
- Taste of Darkness (2013)[6]

### 短編
- Godzilla Warfare (2011)
- Sword Point (2009)
- E-Time (Online)
- The Wizard's Daily Horoscope Black Gate Magazine Issue 11 (Summer 2007) (Online)
- Protect the Children Eye Contact Seton Hill University's literary arts magazine (Online)

## メディアミックス
- 毒見師イレーナ（NHK-FM放送「青春アドベンチャー」、2018年1月29日 - 2月26日、全15回、出演：内堀律子 ほか）
- イレーナの帰還（NHK-FM放送「青春アドベンチャー」、2020年2月3日 - 2月28日、全20回、出演：内堀律子 ほか）

## 受賞・ノミネート
- 2005 – 『毒見師イレーナ』がBook Sense 10月号のピックアップ作品に選出
- 2005 – 『毒見師イレーナ』が『ローカス』のレコメンド・リストに入る
- 2006 – 『毒見師イレーナ』でコンプトン・クルック賞受賞[7]
- 2006 – 『毒見師イレーナ』でリーダーズ・チョイス・アワード受賞
- 2006 – 『毒見師イレーナ』でリタ賞ファイナリスト[8]
- 2006 – 『毒見師イレーナ』でアレックス賞ファイナリスト
- 2006 – 『イレーナの帰還』でオーディブル・エディターズ・ピック・アワード受賞
- 2006 – 『イレーナの帰還』がBook Sense 10月号のピックアップ作品に選出
- 2007 – 『イレーナの帰還』でリタ賞ファイナリスト[8]
- 2008 – 『最果てのイレーナ』が『ニューヨーク・タイムズ』のベストセラーに
- 2009 – 『毒見師イレーナ』で Wirral Paperback of the Year Award
- 2009 – "Storm Glass" でゴールデン・リーフ賞受賞
- 2012 – "Touch of Power" でゴールデン・リーフ賞受賞
- 2012 – "Outside In" でプリズム賞受賞
- 2013 – "Scent of Magic" でゴールデン・リーフ賞受賞[2]